# Візня (річка)
Ві́зня — річка в Україні, у межах колишніх Радомишльського та Малинського районів Житомирської області. Права притока Ірші (басейн Дніпра).

## Опис
Починається біля села Нова Мар'янівка. Проходить через села Нераж, Стара Буда, Іванівка, Нова Буда та Ворсівка. Довжина — 45 км, площа басейну 384 км². Долина асиметрична, місцями заболочена. Річище помірно звивисте. Похил річки 1,2 м/км. Живлення дощове та снігове. Замерзає у грудні, скресає у березні. Воду використовують для господарських потреб.
Притоки: Шлямарка (права).